# Emma Oosterwegel
Emma Oosterwegel (* 29. Juni 1998 in Deventer) ist eine niederländische Siebenkämpferin. 2021 gewann sie die Bronzemedaille bei den Olympischen Sommerspielen in Tokio.

## Leben
Emma Oosterwegel stammt aus Diepenveen, einem Dorf in der Gemeinde Deventer. Bevor sie im Alter von 13 Jahren mit der Leichtathletik begann, betrieb sie seit ihrem siebten Lebensjahr Feldhockey. Nach dem Schulabschluss schrieb sie sich an der Universität Wageningen für den Studiengang Boden, Wasser, Atmosphäre ein. Sie gehört einer achtköpfigen Trainingsgruppe des Mehrkampfleistungszentrums der Niederlande an.

## Sportliche Laufbahn
Emma Oosterwegel trat 2012 in ersten Wettkämpfen auf nationaler Ebene in der Altersklasse U18 an. Zu Beginn ihrer Leichtathletikkarriere startete sie vornehmlich in den Kurzsprintstrecken. 2013 trat sie dann in ihren ersten Mehrkampfwettkämpfen an. Im Mai belegte sie den vierten Platz bei den Niederländischen U18-Meisterschaften. Ende Juni wurde sie U18-Meisterin im Speerwurf. 201 belegte sie den vierten Platz im Fünfkampf bei den Niederländischen U18-Hallenmeisterschaften. Anfang August gewann sie mit persönlicher Bestleistung von 49,17 m die Bronzemedaille im Speerwurf bei den Niederländischen Meisterschaften der Erwachsenen. Ein Jahr später gewann sie mit der Weite von 52,45 m ihren ersten nationalen Meistertitel. Im Siebenkampf qualifizierte sie sich für die U20-Weltmeisterschaften im polnischen Bydgoszcz, bei denen sie im Juli an den Start ging. Mit der Punktzahl von 5461 landete sie nach dem zweiten Wettkampftag auf dem 13. Platz. 2017 qualifizierte sie sich im Speerwurf für die U20-Europameisterschaften in Grosseto und zog in das Finale ein, das sie mit einer Weite von 48,08 m als Achte beendete. 2018 stellte sie mit der Punktzahl von 5839 beim Mehrkampfmeeting in Ratingen eine neue Bestpunktzahl auf. 2019 steigerte sich Oosterwegel bei Mehrkampfmeeting in Götzis auf 6247 Punkte und qualifizierte sich damit für die Weltmeisterschaften in Doha. Vorher trat sie im Juli bei den U23-Europameisterschaften im schwedischen Gävle an, verpasste dort mit 6072 Punkte als Vierte knapp die Medaillenränge. Anfang Oktober trat sie dann bei den Weltmeisterschaften in Doha an. Nach den beiden Wettkampftagen erreichte sie mit 6250 Punkten eine neue Bestpunktzahl und landete damit auf dem siebten Platz.
2021 steigerte sich Oosterwegel in Götzis auf eine Punktzahl von 6308. Damit war sie für die Olympischen Sommerspiele in Tokio qualifiziert, bei denen sie Anfang August zu ihrem erst zweiten Siebenkampf der Saison an den Start ging. Nach dem ersten Wettkampftag noch auf Platz 11 liegend, konnte sie am zweiten Wettkampftag und mit Verbesserungen in insgesamt fünf Teildisziplinen bis auf den Bronzerang vorrücken, indem sie durch ihren zweiten Platz im abschließenden 800-Meter-Lauf die US-Amerikanerin Kendell Williams noch vom Podest verdrängte. Silber gewann ihre Landsfrau und Trainingspartnerin Anouk Vetter, die mit neuem niederländischem Rekord von 6689 Punkten hinter der Belgierin Nafissatou Thiam landete. 2022 nahm sie in den USA an ihren zweiten Weltmeisterschaften teil. Mit 6440 Punkten übertraf sie ihr Ergebnis von den letzten Weltmeisterschaften in Doha und belegte nach den zwei Wettkampftagen erneut den siebten Platz. Einen Monat später trat sie in München bei ihren ersten Europameisterschaften an. Nach einem Sturz im 100-Meter-Hürdenlauf musste sie allerdings bereits nach der ersten Teildisziplin den Wettkampf beenden. 2023 trat sie in Budapest zum dritten Mal bei den Weltmeisterschaften an. Mit 6464 Punkten übertraf sie erneut ihre Punktzahl von den letzten Weltmeisterschaften und erreichte mit dem fünften Platz ihr bestes WM-Resultat.
Emma Oosterwegel gewann im Laufe ihrer Leichtathletikkarriere bislang vier nationale Meistertitel, dreimal im Hallenfünfkampf (2018–2020) und einmal im Speerwurf (2016).

## Wichtige Wettbewerbe
| Jahr                    | Veranstaltung             | Ort                     | Platz                   | Disziplin               | Punktzahl/Weite         |
| Startet für Niederlande | Startet für Niederlande   | Startet für Niederlande | Startet für Niederlande | Startet für Niederlande | Startet für Niederlande |
| ----------------------- | ------------------------- | ----------------------- | ----------------------- | ----------------------- | ----------------------- |
| 2016                    | U20-Weltmeisterschaften   | Bydgoszcz               | 13.                     | Siebenkampf             | 5461 Punkte             |
| 2017                    | U20-Europameisterschaften | Grosseto                | 8.                      | Speerwurf               | 48,08 m                 |
| 2019                    | U23-Europameisterschaften | Gävle                   | 4.                      | Siebenkampf             | 6072 Punkte             |
| 2019                    | Weltmeisterschaften       | Doha                    | 7.                      | Siebenkampf             | 6250 Punkte             |
| 2021                    | Olympische Sommerspiele   | Tokio                   | 3.                      | Siebenkampf             | 6590 Punkte             |
| 2022                    | Weltmeisterschaften       | Eugene                  | 7.                      | Siebenkampf             | 6440 Punkte             |
| 2022                    | Europameisterschaften     | München                 |                         | Siebenkampf             | DNF                     |
| 2023                    | Weltmeisterschaften       | Budapest                | 5.                      | Siebenkampf             | 6464 Punkte             |

## Persönliche Bestleistungen
Freiluft
- 100 m Hürden: 13,36 s, 4. August 2021, Tokio
- Hochsprung: 1,80 m, 4. August 2021, Tokio
- Kugelstoßen: 14,47 m, 2. Juli 2023, Apeldoorn
- 200 m: 24,25 s, 4. August 2021, Tokio
- Weitsprung: 6,40 m, 12. Juni 2021, Leiden
- Speerwurf: 54,60 m, 5. August 2021, Tokio
- 800 m: 2:11,09 min, 5. August 2021, Tokio
- Siebenkampf: 6590 Punkte, 5. August 2021, Tokio

Halle
- 60 m Hürden: 8,51 s, 5. Februar 2022, Apeldoorn
- Hochsprung: 1,80 m, 9. Februar 2020, Apeldoorn
- Kugelstoßen: 14,45 m, 20. Februar 2021, Apeldoorn
- Weitsprung: 6,07 m, 26. Januar 2019, Apeldoorn
- 800 m: 2:18,53 min, 9. Februar 2020, Apeldoorn
- Fünfkampf: 4306 Punkte, 9. Februar 2020, Apeldoorn